# MapInfo
MapInfo Professional – program do obsługi systemów  informacji geograficznej, produkt firmy MapInfo Corporation.
Podstawowe zadania realizowane za pomocą MapInfo:
- Tworzenie baz danych przestrzennych,
- Wyszukiwanie i przekształcanie danych przy pomocy języka SQL,
- Wektoryzacja i edycja geometrii obiektów,
- Obliczenia statystyczne, pomiary, obliczenia położenia, długości i powierzchni obiektów,
- Analizy przestrzenne, określanie relacji między obiektami,
- Geokodowanie – wykorzystanie informacji adresowej do lokalizacji obiektów i analiz sieciowych,
- Redagowanie prezentacji kartograficznych, map ogólnogeograficznych i tematycznych.